# 이그지스트 (영화)
《이그지스트》(영어: Exists)는 2014년 공개된 미국의 공포 영화이다.

## 출연

### 주연
- 도라 매디슨 버그
- 로저 에드워즈
- 크리스 오스본
- 데니스 윌리엄슨
- 새뮤얼 데이비스새뮤얼 데이비스

### 조연
- 제프 쉬완
- 브라이언 스틸

## 기타
- 공동제작: 마이크 엘리잘드
- 사운드슈퍼바이저: 케빈 힐
- 미술: 앤드류 화이트
- 세트: 모니크 샴페인
- 분장팀: 마이크 엘리잘드
- 분장팀: 더그 필드
- 분장팀: 메러디스 존스
- 의상: 샤롯 해리건
- 프로덕션매니저: 카일 데이비드 크로스비